# Општина Пеонија
Општина Пеонија (грч. Δήμος Παιονίας, Димос Пеонијас) је општина у Грчкој у Кукушком округу, периферија Средишња Македонија. Административни центар је град Гуменџе. По подацима из 2021. године број становника у општини је био 25.169.

## Насељена места
Општина Пеонија је формирана 1. јануара 2011. године спајањем 5 некадашњих административних јединица: Бојмица, Гуменџе, Европос, Ливада и Ругуновец.
- Општинска јединица Бојмица: Бојмица, Валгаци, Дабово, Горгопик, Извор, Купа, Љумница, Оризарци, Плаја, Сехово, Фанос, Хамило, Шљопинци.
- Општинска јединица Гуменџе: Гуменџе, Баровица, Геракарци, Крива, Либаово, Петгас, Рамна, Тушилово, Црна Река.
- Општинска јединица Европос: Европос, Бубаћево, Кушиново, Петрово, Тумба.
- Општинска јединица Ливада: Ливада.
- Општинска јединица Ругуновец: Ругуновец, Аматово, Арџан, Бајалци, Беглеријево, Вардаровци, Вардино, Гаваљанци, Драгомирци, Казаново, Колибе, Корона, Коџа Омерли, Мачуково, Метаморфоси, Нова Кавала, Нови Сиракио, Ореовица, Пондоираклија, Ситарија, Смол, Спанчово, Цолијадес, Хрисокамбос.

## Становништво
| 2011.  | 2021.  |
| ------ | ------ |
| 28,493 | 25.169 |